# Martiri di Natal
I Martiri di Natal sono un gruppo composto da 2 sacerdoti e 28 laici cattolici uccisi per la loro fede durante le persecuzioni anticattoliche del 1645, compiute su ordine delle autorità olandesi, di religione calvinista, e con il sostegno degli indios e del loro capo, Antonio Paraopaba.
Si contano circa 69 vittime, delle quali si conoscono i nomi solo di 30 persone, per le quali nel 1989 fu avviata la causa di beatificazione. Essi sono considerati i protomartiri del Brasile dalla Chiesa cattolica.

## Elenco dei martiri
Questo è l'elenco dei 30 martiri:

### Martiri di Cunhaú
- André de Soveral, sacerdote della diocesi di Natal
- Domingos de Carvalho, laico

### Martiri di Uruaçu
- Ambrósio Francisco Ferro, sacerdote della diocesi di Natal
- Antonio Vilela il giovane e la figlia, laici
- José do Porto, laico
- Francisco de Bastos, laico
- Diego Pereira, laico
- João Lostau Navarro, laico
- Antonio Vilela Cid, laico
- Estévão Machado de Miranda e le 2 figlie, laici
- Vicente de Souza Pereira, laico
- Francisco Mendes Pereira, laico
- João da Silveria, laico
- Simão Correia, laico
- Antonio Baracho, laico
- Mateus Moreira, laico
- João Martins e 7 giovani compagni, laici
- Manuel Rodrigues Moura e la moglie, laici
- la figlia di Francisco Dias il giovane, laica

## Culto
Il 5 marzo 2000, sono stati beatificati da Giovanni Paolo II, mentre il 15 ottobre 2017 sono stati proclamati santi da papa Francesco.